# 한국의 국수

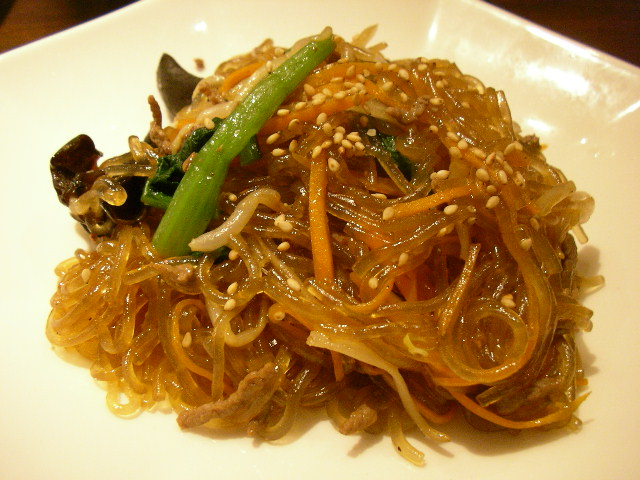
잡채

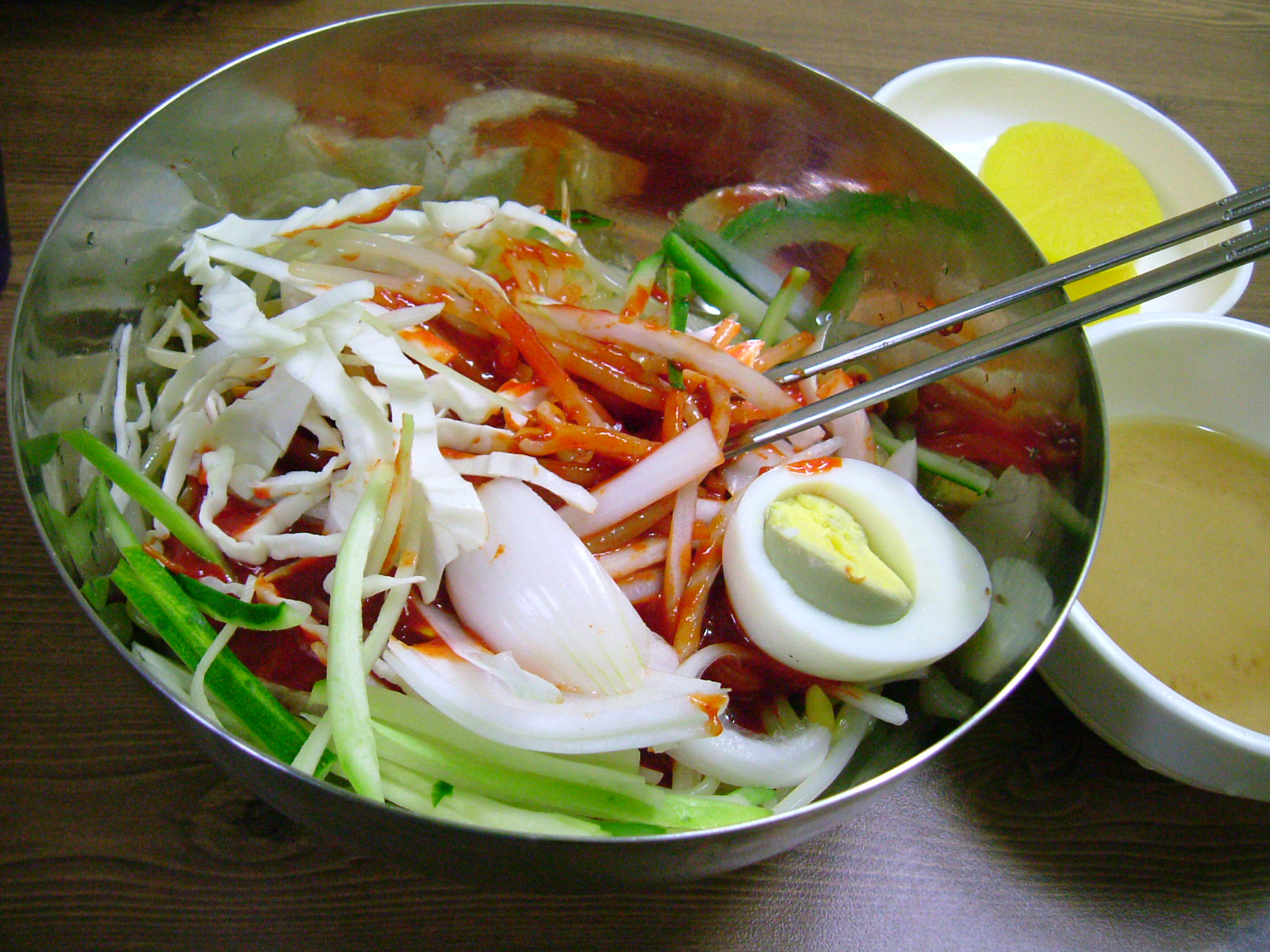
쫄면

한국의 국수는 한국 요리의 국수 또는 국수 요리이며, 한국어로 순우리말로는 국수, 한자로는 면(麵)이라고 통칭한다. 아시아에서 가장 오래된 국수는 중화인민공화국에서 기원했으며, 4,000년 전으로 거슬러 올라간다. 한국에서 전통적인 국수 요리로는 온면(쇠고기 육수를 기본으로 한 국수 요리), 국수장국(뜨겁고 맑은 국물의 국수), 냉면 (차가운 메밀 국수), 비빔국수 (채소를 섞은 차가운 국수 요리), 칼국수 (칼로 자른 국수), 콩국수 (차가운 콩 국수) 등이 있다. 궁중에서는 꿩류 육수와 메밀 국수로 구성된 백면(말 그대로 "하얀 국수")이 최고급 국수 요리로 여겨졌다. 동치미 (무 김치)와 쇠고기 양지머리 육수를 섞은 차가운 국물의 냉면은 여름에 궁중에서 먹었다.

## 재료별 국수
- 당면 - 고구마 녹말로 만든다.

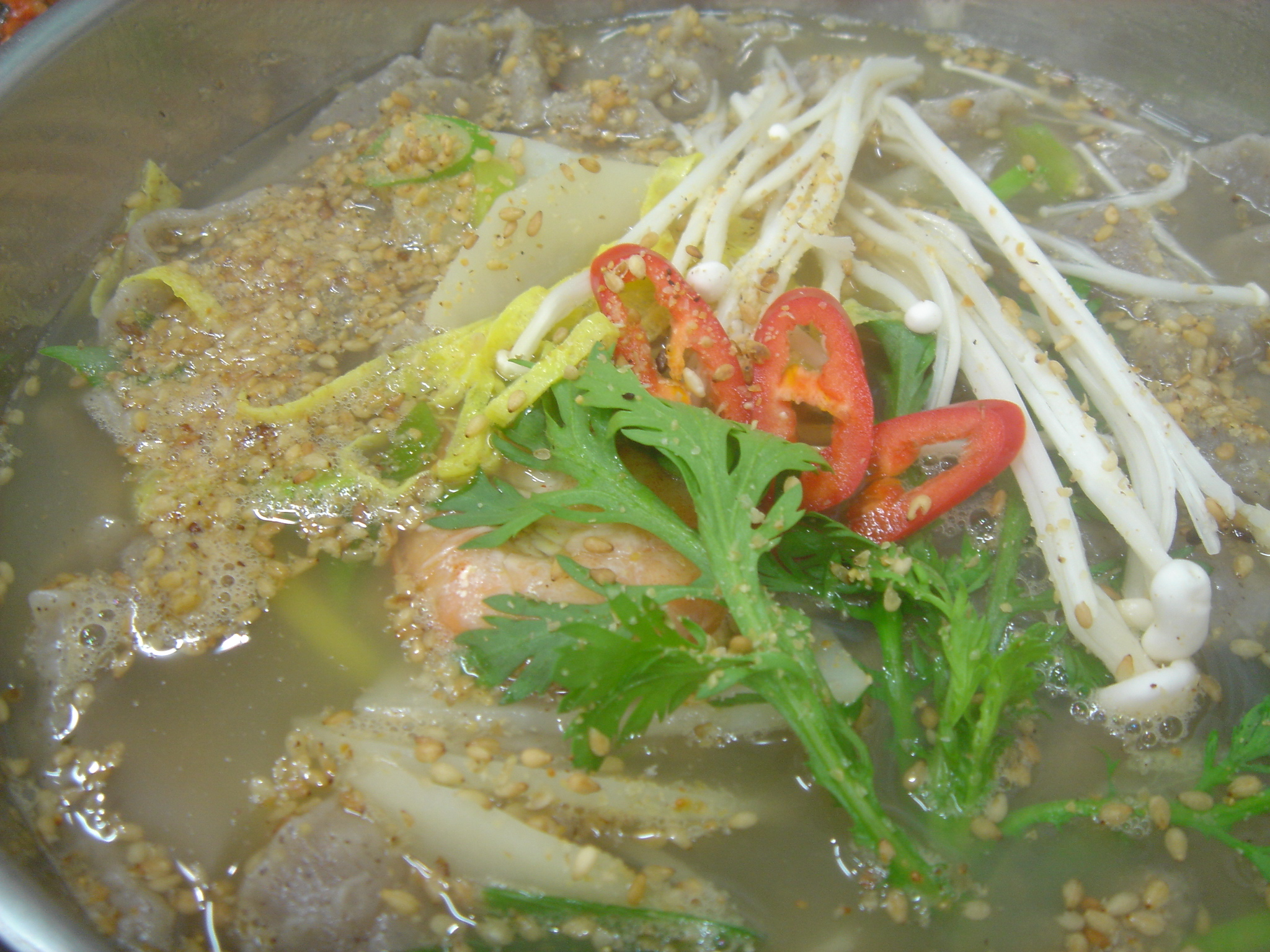
메밀국수

- 메밀국수 - 일본의 소바 국수와 비슷한 메밀 국수
- 고기국수 - 제주특별자치도의 돼지고기 편육을 넣은 국수
- 올챙이국수 - 말린 옥수수 가루로 만든 국수로, 강원도와 같은 산간 지역에서 먹는다.[3]
- 감자국수 - 감자 녹말, 쌀가루, 찹쌀 가루를 섞어 만든 국수[4]
- 감자농마국수 - 감자 녹말로 만든 국수로, 식감이 매우 쫄깃하다. 황해도의 향토 음식이다.[5]
- 밀국수 - 밀가루 국수. 한국에서 국수는 예로부터 먹었지만, 밀 생산량이 다른 작물에 비해 적어 1945년까지 밀 국수는 일상적인 음식이 되지 못했다.[2][6]
- 도토리국수 - 도토리 가루로 만든 국수[7]
- 칡국수 - 칡과 메밀로 만든 국수[8]
- 쑥칼국수 - 쑥과 밀가루로 만든 국수[9]
- 호박국수 - 호박과 밀가루로 만든 국수[10]
- 꼴뚜국수 - 메밀가루와 밀가루로 만든 국수[11]
- 천사채 - 다시마를 찌고 남은 젤리 같은 추출물로 만든 반투명 국수photo로, 곡물가루나 전분은 넣지 않는다. 맛은 밍밍하여 보통 양념하여 가벼운 샐러드로 먹거나 생선회 아래에 고명으로 곁들인다. 천사채는 쫄깃한 식감에 칼로리가 낮다.[12]

## 국수 요리

### 반찬
- 잡채 - 얇게 썬 쇠고기와 채소를 넣고 볶은 고구마 국수(당면); 뜨겁게 또는 차갑게 먹을 수 있다.[13]

### 따뜻한 국수

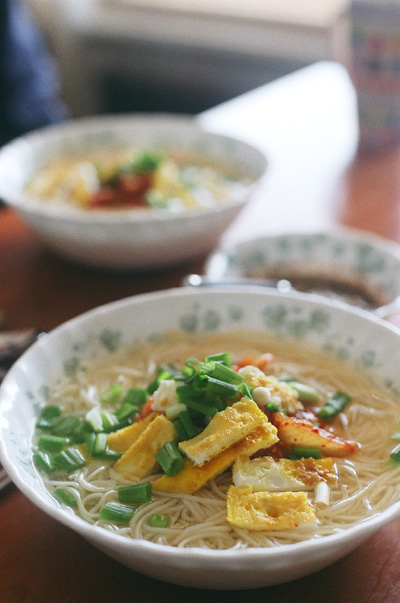
잔치국수

- 잔치국수 - 멸치와 선택적으로 다시마 또는 쇠고기 육수로 만든 맑은 육수에 밀가루 국수를 넣은 것. 참기름, 간장, 파, 약간의 고춧가루로 만든 양념장을 곁들인다. 얇게 썬 지단 또는 달걀 지단, 김, 주키니호박을 고명으로 얹는다. 이 이름은 한국어로 잔치(잔치, 연회 또는 잔치)라는 단어에서 유래했는데, 이는 길고 연속적인 모양이 장수와 오래 지속되는 결혼 생활의 행복과 연관되어 있다고 생각되었기 때문에 이 요리가 생일, 결혼식 또는 상서로운 행사의 특별한 음식이었기 때문이다.[2][14]
- 칼국수 - 해산물 육수와 다른 재료들을 넣은 큰 그릇에 담아내는 칼로 자른 밀가루 국수
- 곰국수 - 쇠고기 뼈나 연골을 끓여 만든 곰탕 또는 곰탕 국물에 밀가루 국수를 넣은 것.
- 짬뽕 - 채소와 해산물을 넣은 매운 국물에 밀가루 국수를 넣은 것.
- 짜파구리

### 시원한 국수 요리

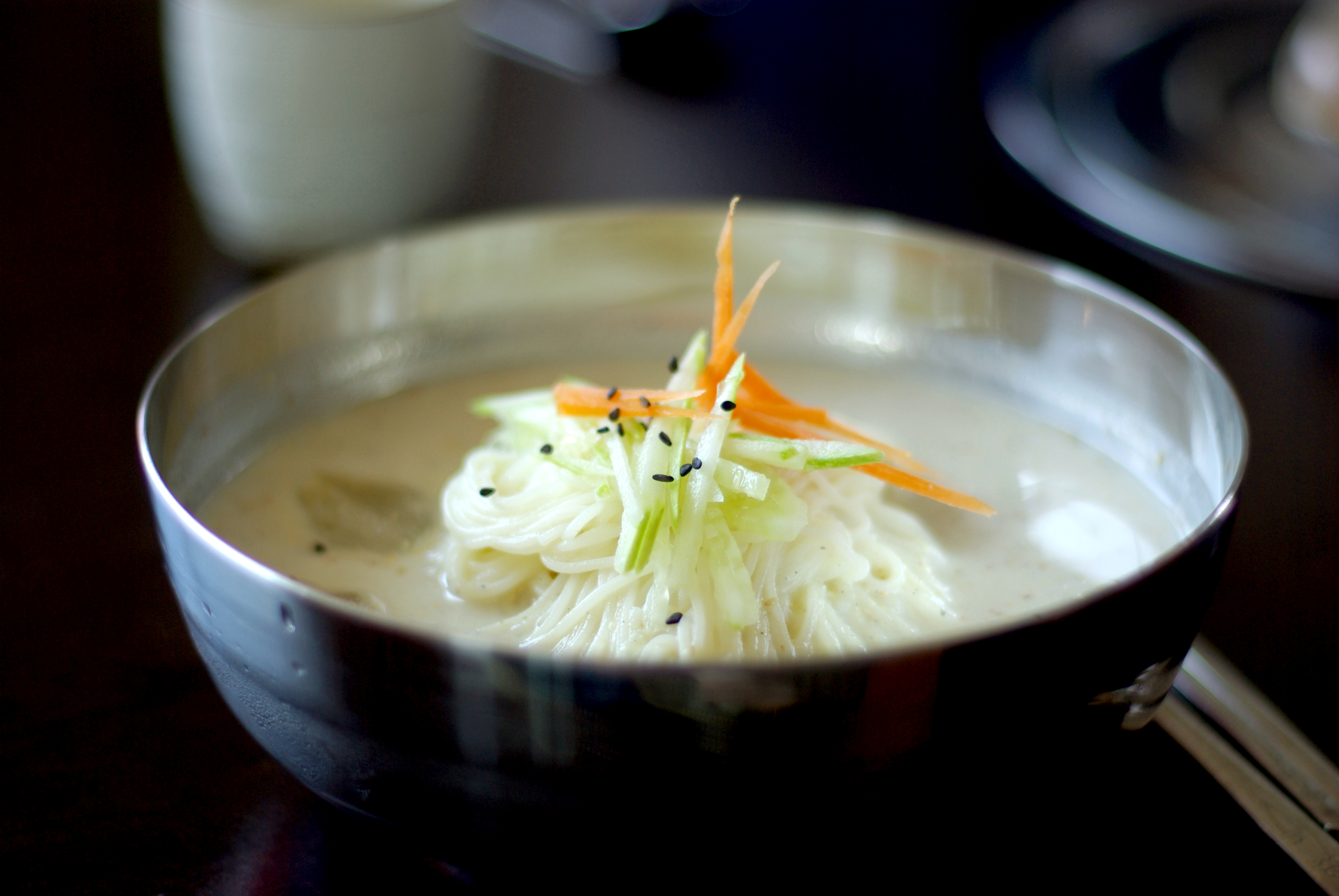
콩국수

- 비빔국수 - 고추장과 식초로 만든 매운 양념장을 곁들인 얇은 밀가루 국수. 반숙 계란 반쪽, 얇게 썬 오이, 때로는 잘게 썬 김치를 고명으로 올린다.

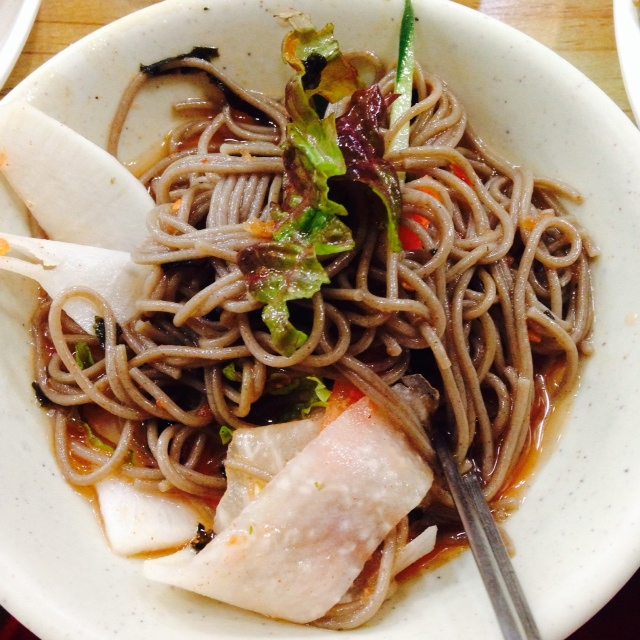
춘천 막국수

- 막국수 - 메밀 국수 요리로, 특히 강원도와 그 도청 소재지인 춘천시에서 인기가 많다.
- 냉면 - 얇은 메밀 국수를 차가운 국물에 넣어 먹거나 고추장을 기반으로 한 양념장과 함께 먹는다. 국수와 다른 채소 재료는 식사하는 사람이 함께 섞어 먹는다. 원래 겨울 음식이며, 이북지방(이북지방, 오늘날 북한 지역)의 향토 음식이다.
  - 물냉면 - 말 그대로 "물 냉면"이다. 쇠고기 육수나 동치미로 만든 시큼하고 차갑거나 미지근한 국물에 담아 내는데, 남한의 냉면만큼 차갑게 나오지 않는 것이 일반적이다. 취향에 따라 식초나 머스터드 소스를 추가할 수 있다.
  - 비빔냉면 - 말 그대로 "비빔 냉면"이다. 국물 없이 고추장, 식초, 설탕으로 만든 초고추장이라는 매콤하고 시큼한 양념에 비벼 먹는다.
- 쫄면 - 비빔 냉면과 비슷하지만 면발이 더 쫄깃하다. 인천광역시의 대표적인 음식이다.
- 밀면 - 냉면에서 유래한 부산광역시의 독특한 음식이다.
- 콩국수 - 차가운 두유 국물에 밀가루 국수를 넣은 것.
- 잣국수 - 갈은 잣과 물로 만든 차가운 국물에 밀가루 또는 메밀 국수를 넣은 것. 경기도 가평군의 향토 음식이다. 조리법은 콩국수와 상당히 비슷하지만, 더 깔끔하고 고소한 맛이 난다.[15]
- 동치미국수 - 차가운 동치미 국물에 밀 또는 메밀 국수를 넣은 것.

## 같이 보기
- 라면
- 중국의 국수
- 일본의 국수
- 한국 요리